# Estàtua eqüestre de Francisco Franco
L'Estàtua eqüestre de Francisco Franco és una estàtua en homenatge a Francisco Franco feta per l'escultor Josep Viladomat per encàrrec de l'Ajuntament de Barcelona, en agraïment al llavors cap d'estat per haver anunciat el retorn del Castell de Montjuïc a la Ciutat.

## Història
La ciutat de Barcelona és de les darreres en veure com s'erigeixen els monuments commemoratius simbòlics del règim franquista. Exceptuant-ne La Victòria, emplaçada des de 1940 a la cruïlla de Diagonal / Passeig de Gràcia per substituir immediatament després de l'entrada de les tropes franquistes el monument anteriorment dedicat a La República, els monuments dedicats als caiguts, a José Antonio Primo de Rivera i al propi Franco (els més habituals entre la simbologia franquista) triguen entre una i dues dècades en ser presents als espais i vies públiques de la ciutat 

### Encàrrec
A partir d'un "suggeriment" del capità general Pablo Martín Alonso, l'alcalde Porcioles va voler agrair el gest a Franco d'anunciar el retorn del castell de Montjuïc a la ciutat amb una estàtua. Porcioles va tenir dificultats per a trobar un artista en actiu amb el nivell tècnic necessari. Va donar-se la circumstància que Josep Viladomat havia sigut detingut temporalment acusat de contraban, per haver comprat un vehicle privat a Andorra. Porcioles hi va intercedir i va negociar amb Viladomat que ell faria l'encàrrec a canvi de la seva llibertat. Es tractaria d'una estàtua eqüestre on Franco es representa muntant a cavall, enaltint la seva imatge i cercant la mateixa glòria dels personatges històrics singularitzats en el decurs del temps per l'estatuària eqüestre.

### Inauguració i exposició

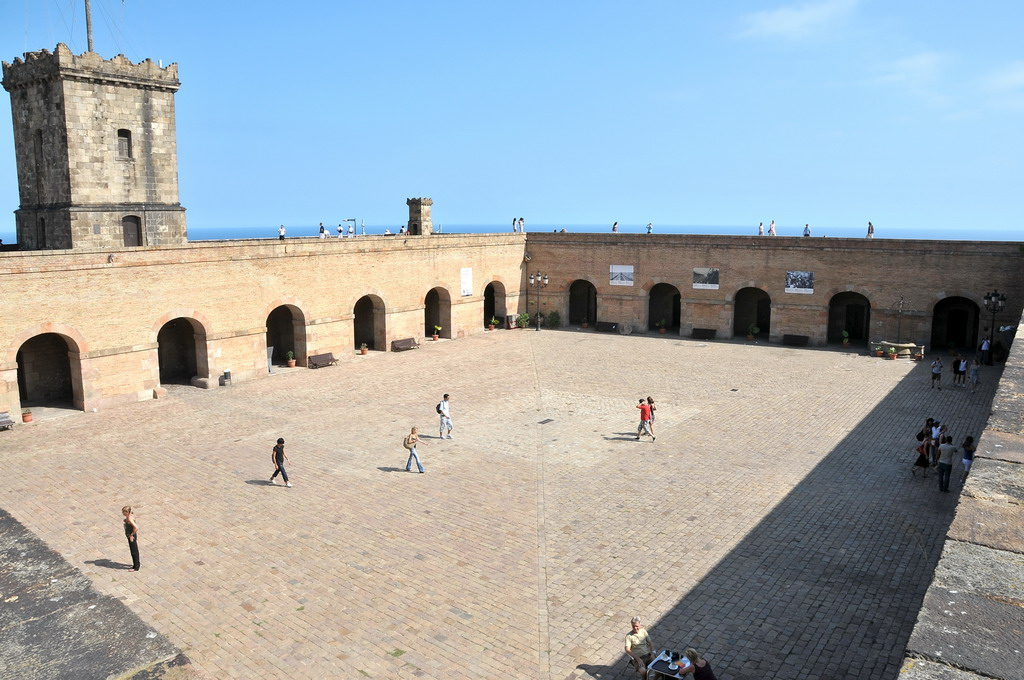
Pati d'Armes del Castell de Montjuïc

L'obra es va instal·lar el 17 de juny de 1963 al Pati d'armes del castell de Montjuïc, coincidint amb la inauguració del Museu Militar de Montjuïc. un indret del qual la simbologia franquista s'havia apropiat l'any 1939 i que amb l'estàtua es reforçava per tal d'aniquilar les memòries que hi eren presents, vinculades a la resistència patriòtica i a la repressió de l'Estat sobre la ciutat. Franco va assistir a l'acte i va pronunciar un discurs que incloia aquesta fraseː
| «                   | El castillo ha perdido su valor militar. Y con ello queremos cambiar los derroteros de una política de divisiones y de rencillas, por una política de amor | » |
| — Francisco Franco, | |   |

Entre les paraules del discurs de rèplica de l'alcalde de Barcelona sobresurtesnː
| «                                                                                                 | Se inaugura también, excelencia, vuestra propia estatua... Hemos deseado, mi general, que sea permanente vuestra presencia como testimonio de impar atención por los problemas de Barcelona y Catalunya... | » |
| — Jose María Porcioles, Monuments de Barcelona de Jaume Fabre, Josep Maria Huertas i Pere Bohigas | |   |

Exceptuant l'estàtua eqüestre de Ramon Berenguer III obra de Josep Llimona i la reposició del monument al general Prim al parc de la Ciutadella, l'únic monument eqüestre que es col·loca en l'espai públic de Barcelona des del 1924 és el de Franco, una obra realitzada per Viladomat que fins al 1968 no es veurà acompanyada d'una altra obra del mateix gènere, el cap de Babieca, el cavall del Cid, col·locada a la Foixarda.
Un cop entrada la democràcia, l'estàtua eqüestre de Franco es va mantenir a seu emplaçament original al pati d'armes del castell de Montjuïc fins al 1986, quan es va traslladar per ser exposada a l'interior del museu militar. Durant tots aquests anys, només es coneix un incident on l'estàtua va ser atacada amb pintura rosa. Va ser l'any 1985 i era una protesta contra la celebració del Dia de les Forces Armades

### Trasllat als magatzems
El 2001, sense previ avís, l'estàtua va ser retirada de la seva exposició al públic, traslladant-se a un magatzem del fortí del castell. El 30 d'abril de 2007, José Luís Rodríguez Zapatero va ratificar una nova cessió definitiva del castell a la ciutat de Barcelona. En compliment d'aquesta ordre, el 31 de març de 2008, l'estàtua es va traslladar des de Montjuïc a un dels magatzems municipals de l'Ajuntament, a la Via Favència, al districte de nou barris.

### Decapitació
El 8 d'agost de 2013 es va detectar que l'estàtua havia sigut decapitada. Aquesta es conservava en un magatzem municipal tancat, però sense sistema d'enregistrament per vídeo. Els mossos van afirmar que segurament el tall s'havia fet amb una serra de tipus radial o una torxa de querosè, i que la porta de l'equipament no havia sigut forçada. Com que ningú havia reclamat autoria, van descartar la motivació polèmica, valorant la possibilitat que el cap anés al circuit del col·leccionisme privat.

### Polèmica

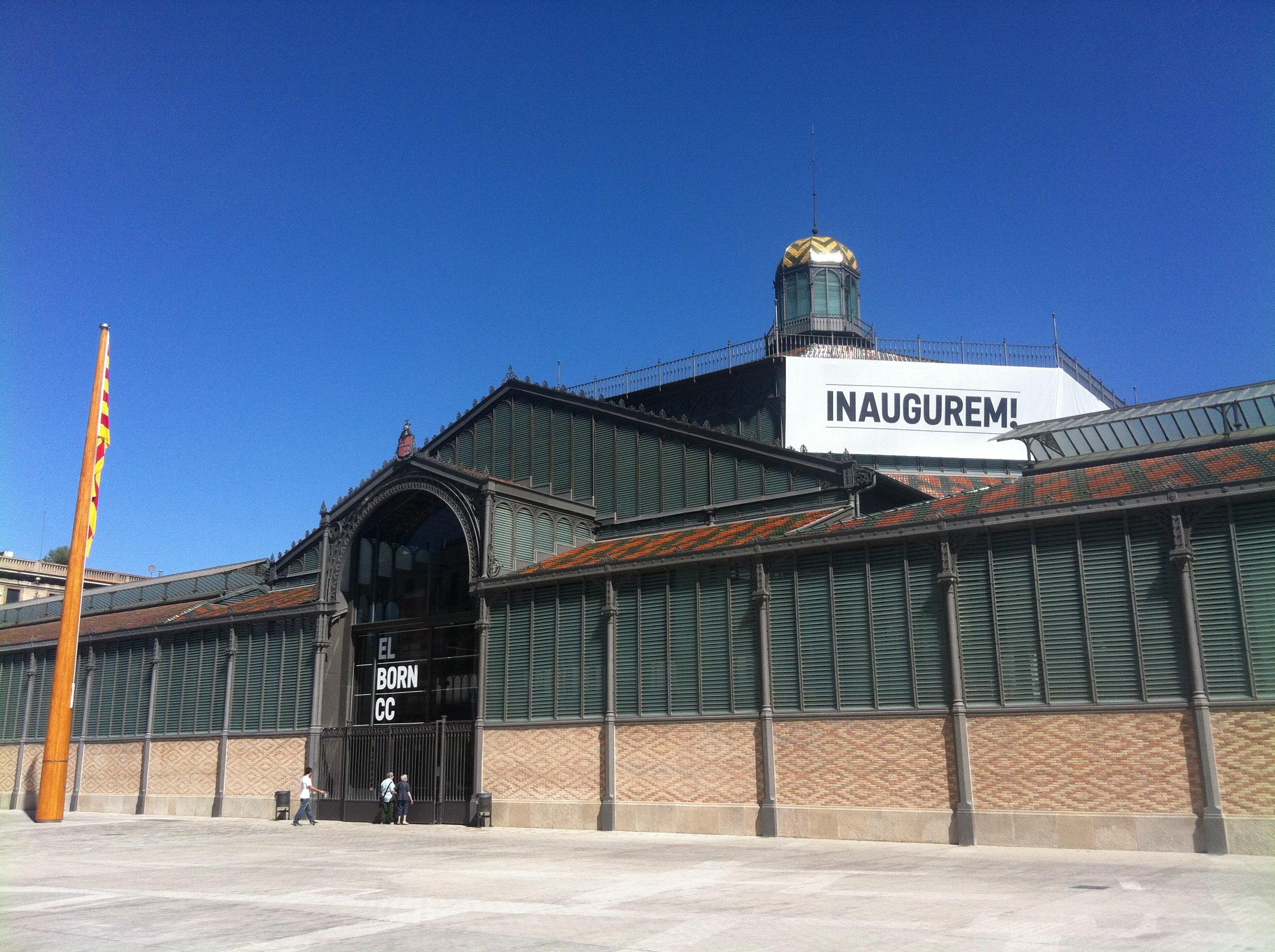
Espai on es va exposar la polèmica obra

La tardor del 2016 l'Ajuntament de Barcelona va organitzar la mostra: Franco, Victòria, República: Impunitat i espai urbà comissariada per Manuel Risques. L'exposició pretenia mostrar, amb un llenguatge auster, la permissivitat amb els símbols de la dictadura a partir de la peripècia de tres estàtues –La República, l'eqüestre de Franco i La Victòria– i de l'actitud dels seus autors, Marès i Viladomat, que van treballar per la República, van contribuir a l'exaltació de la dictadura i posteriorment van ser reconeguts per la democràcia. La intenció de la mostra era convidar a la reflexió sobre la banalització de la dictadura durant la democràcia com a base de la impunitat dels seus protagonistes i de la dificultat de restablir la memòria de la República i de les classes subalternes. L'espai triat per a la seva exposició fou la plaça de l'antic Mercat del Born, davant de l'actual Born Centre de Cultura i Memòria, fet que va aixecar molta polèmica, ja que es va qüestionar tant la necessitat de mostrar aquestes estàtues en públic com la idoneïtat de l'espai triat. Diversos partits polítics de l'oposició, ja havien mostrat la seva disconformitat durant l'estiu de 2016, en anunciar-se el projecte d'exposició,, però el consistori va tirar endavant la mostra, amb un cost estimat d'uns 200.000 euros.

### Vandalisme

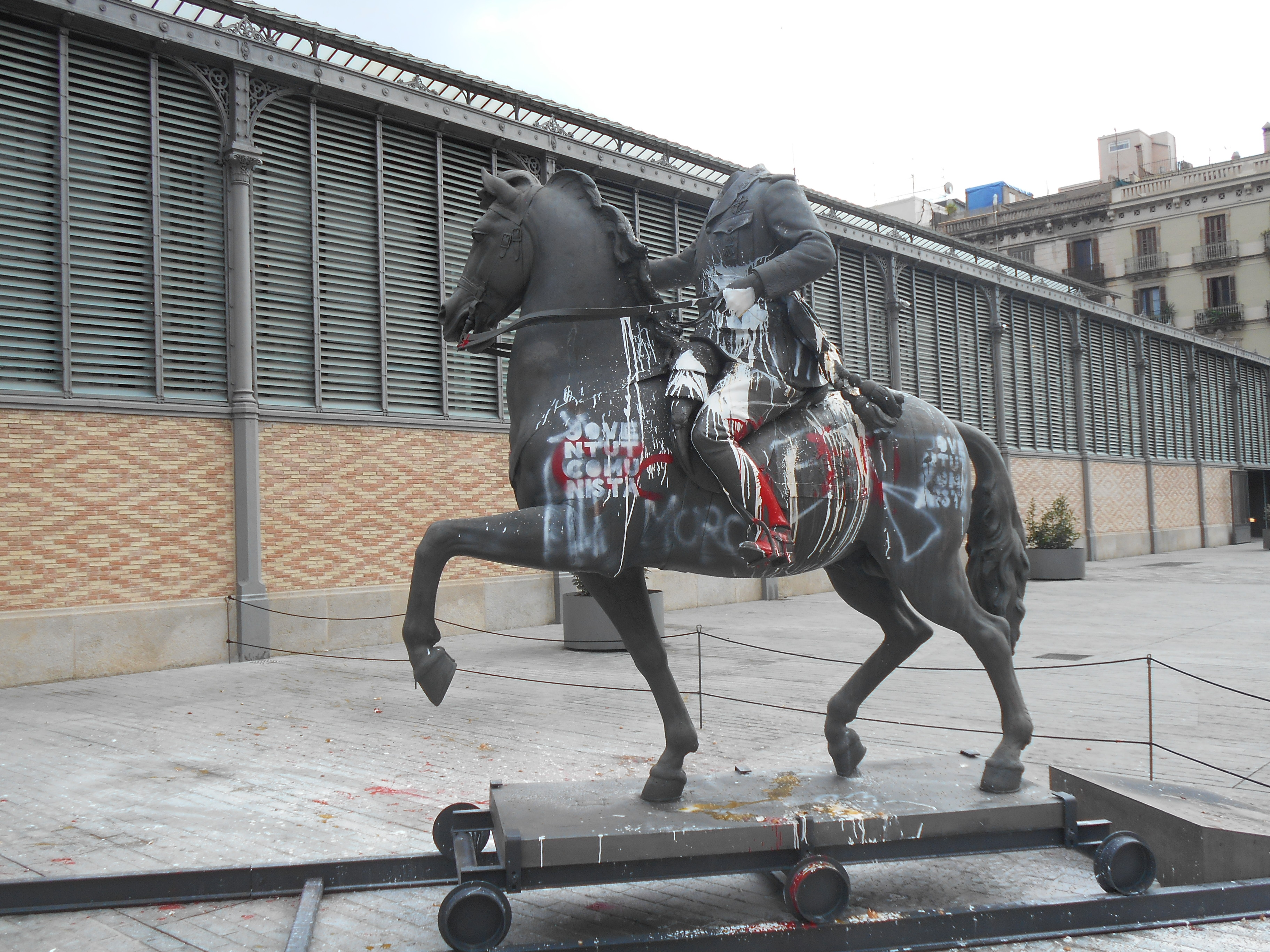
L'estàtua després dels primers actes vandàlics

Des del primer dia de la seva exposició pública, l'estàtua fou víctima de diversos vandalismes. Diversos ciutadans van tacar-la amb ous, caquis, grafits, i fins i tot l'artista Toni Molins va posar-li una nina inflable, per fer evident el seu rebuig i la pornografia gratuïta de la mostra. Un parell de dies després, el 20 d'octubre, l'artista australià Will Coles va fer una intervenció a l'obra, col·locant un cap a terra. I aquella mateixa nit, l'obra va ser tirada a terra per tres vàndals. A causa dels danys que es van produir en caure l'estàtua, l'Ajuntament va decidir retirar l'obra, que ja no es tornaria a col·locar al Born.

## Anàlisi
La representació de cavalls en moviment que, a més, es col·loquen sobre pedestals elevats, comporta certes metamorfosis visuals, com augmentar el volum de certes parts de l'animal, de manera que frontalment imposa la seva presència. L'hàbil distorsió dels volums permet a l'escultor d'adaptar les figures humana i animal tot conferint la cercada dignitat. El gust de l'escultor Josep Viladomat per l'art de l'època del Barroc és ben palès en aquesta obra, que porta al record els retrats de Diego Velázquez de Felip IV, del comte duc d'Olivares i del príncep Baltasar Carles, en els quals el cavall es representa en corbetta, aixecant les potes davanteres. No se sap el motiu pel qual el cavall que munta Francisco Franco va al pas, com si estigués passant revista, possiblement per accentuar una imatge de serenor i seguretat que també transfereix l'expressió facial del personatge i que queda potenciada definitivament per la seva vestimenta i guardons militars corresponents al segon generalíssim de la història d'Espanya.
Una altra possible font d'inspiració és l'estàtua eqüestre de Marc Aureli del Capitoli de Roma 

## Cultura popular
- La imatge va servir d'inspiració per al programa satíric Polònia, on l'esperit d'un Franco ja mort, interpretat per Manel Lucas,[13] comentava satíricament l'actualitat.[14] Fins i tot la CCMA va fer un joc web titulat Derriba la Dictadura, on es convidava a intentar fer caure al dictador del cavall.[15]